# Bruno (Minnesota)
Bruno es una ciudad ubicada en el condado de Pine en el estado estadounidense de Minnesota. En el Censo de 2010 tenía una población de 102 habitantes y una densidad poblacional de 39,46 personas por km².

## Geografía
Bruno se encuentra ubicada en las coordenadas 46°16′52″N 92°40′5″O / 46.28111, -92.66806. Según la Oficina del Censo de los Estados Unidos, Bruno tiene una superficie total de 2.58 km², de la cual 2.58 km² corresponden a tierra firme y (0%) 0 km² es agua.

## Demografía
Según el censo de 2010, había 102 personas residiendo en Bruno. La densidad de población era de 39,46 hab./km². De los 102 habitantes, Bruno estaba compuesto por el 92.16% blancos, el 0.98% eran afroamericanos, el 4.9% eran amerindios, el 0% eran asiáticos, el 0% eran isleños del Pacífico, el 0% eran de otras razas y el 1.96% pertenecían a dos o más razas. Del total de la población el 0% eran hispanos o latinos de cualquier raza.